# Ли Цзинин
Ли Цзинин (иер. трад. 李綺年, упр. 李绮年, ютпхин: Li Jinin, пиньинь: Li Jinian, романизированное написание зачастую ошибочно указывается как Lee Yee Nian; 1912—1950) — гонконгская актриса.
Родилась в 1912 году, в 11 лет снялась в разговорной драме «回春之曲». Карьеру актрисы начала в 1934 году в Гонконге. Её первые главные роли — в фильмах «Песня о печали» 1935 г. и «Мост жизни» 1935 г. (один из первых фильмов, протестующих против японской агрессии в Китае) — вывели её в разряд ведущих актрис кантонского кинематографа. Очень скоро пресса наградила её титулом «королевы гонконгского кино». С началом японо-китайской войны в 1937 году Ли играет героиню в патриотической драме «Леди Воин» 1938 г.
В эпоху оккупации Китая, когда Шанхай оказался занят японцами, а производство кино продолжалось на территории иностранных концессий, Ли получила приглашение от компании Yihua, одной из крупнейших студий Шанхая. Между 1940 и 1942 гг. она играет в спектаклях, таких как «Императрица» 1940 г. и «Веселая вдова» 1941 г. Однако переезд оказался катастрофическим для Ли: она так и не смогла повторить успех Чэнь Юньшан, другой звезды Гонконга, которая взошла на вершину славы в Шанхае. С журналами и другими печатными изданиями у Ли установились плохие отношения, и что было хуже всего — её плохое севернокитайское произношение. К 1942 году её перестают снимать на студии в Шанхае. Японская оккупация Гонконга годом ранее привела к остановке работы над фильмами, в результате чего Ли не смогла работать. После войны Ли вернулась в Гонконг и пыталась вернуться к картинам на кантонском диалекте, но зрителю это уже не было интересно.
В 1949 году она покидает экран и создаёт театральную группу, с которой гастролирует по Юго-Восточной Азии. Однако и в этом направлении добиться успеха ей не удалось. Погрязнув в долгах, Ли совершает самоубийство в Ханфое в 1950 году во время гастролей театра. Ей было на момент смерти всего 37 лет.